# Issou
Issou település Franciaországban, Yvelines megyében. Lakosainak száma 3858 fő (2022. január 1.). Issou Gargenville, Guitrancourt, Mézières-sur-Seine és Porcheville községekkel határos.

## Népesség
A település népességének változása:
| Lakosok száma | 4359 | 4199 | 4186 | 4100 | 3997 | 3893 | 3913 | 3928 | 3858 |
|               | 2013 | 2015 | 2016 | 2017 | 2018 | 2019 | 2020 | 2021 | 2022 |